# 西浦川
西浦川（にしうらがわ）は、熊本県中部を流れる坪井川水系の二級河川である。

## 地理
熊本県熊本市北区貢町に源を発し東流。貢町と釜尾町の境界から井芹川に合流する。

## 流域自治体
熊本県
熊本市（北区）

## 並行する交通
- 熊本県道332号小天下硯川線

## 支流
- 五丁川 - 熊本市北区和泉町付近に源を発し、貢町付近で西浦川に合流する。
- 扇田川

## 周辺情報
- 小萩山
- 小萩園
- 瑞巌寺
- フードパル熊本
- 扇田環境センター

## 橋梁
- 八反田橋
- 瑞巌寺橋
- 寺の前橋
- 大間橋
- 西浦橋
- 上釜尾橋